# Maravalia exigua
Maravalia exigua är en svampart som beskrevs av Y. Ono 1984. Maravalia exigua ingår i släktet Maravalia och familjen Chaconiaceae.   Inga underarter finns listade i Catalogue of Life.